# Stigny

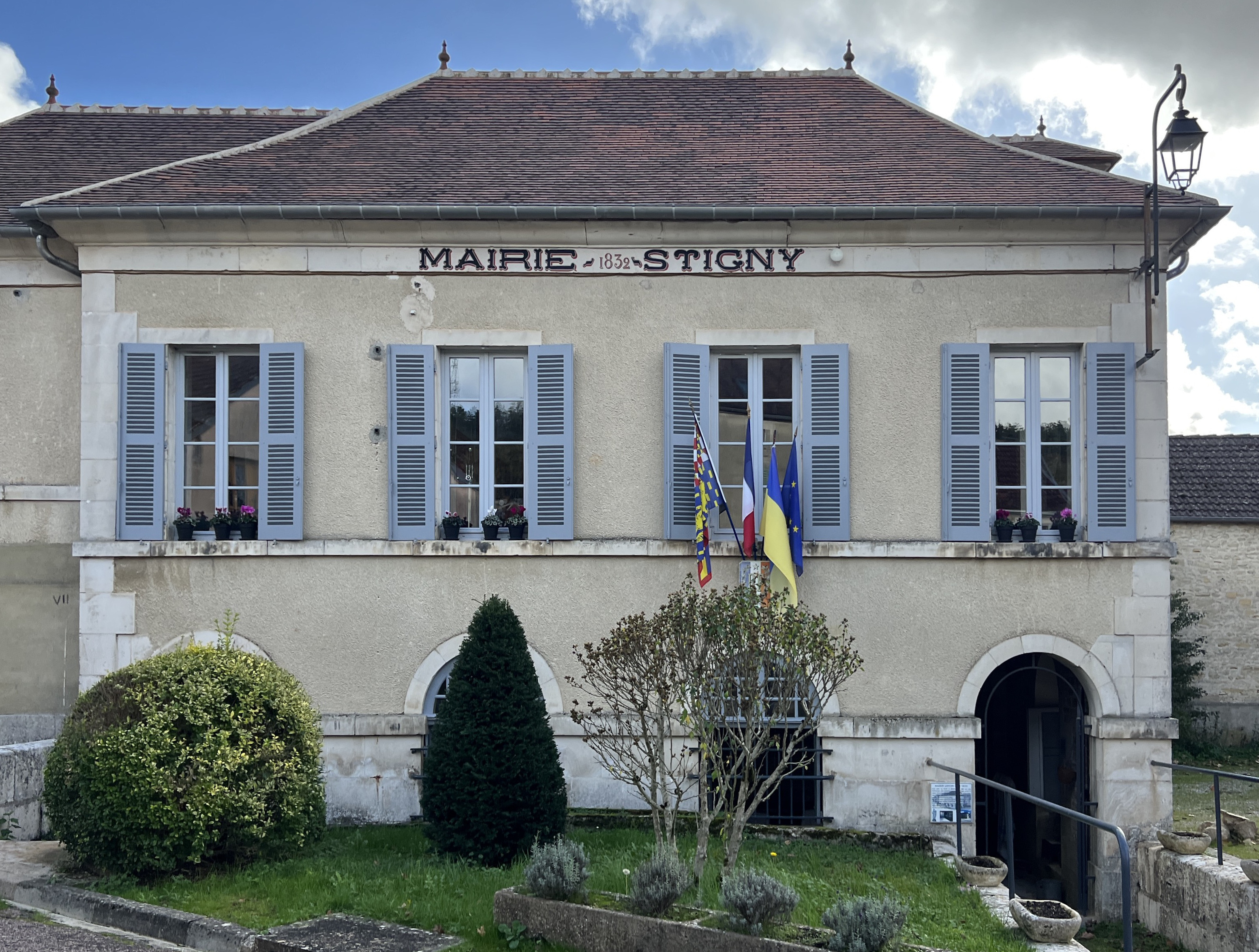
Stigny, Mairie (2022)

Stigny ist eine französische Gemeinde mit 88 Einwohnern (Stand 1. Januar 2022) im Département Yonne in der Region Bourgogne-Franche-Comté (vor 2016 Bourgogne); sie gehört zum Arrondissement Avallon und zum Kanton Tonnerrois (bis 2015 Ancy-le-Franc).

## Geographie
Stigny liegt etwa 57 Kilometer ostsüdöstlich von Auxerre. Umgeben wird Stigny von den Nachbargemeinden Gland im Norden und Nordwesten, Sennevoy-le-Haut im Norden und Nordosten, Jully im Osten, Ravières im Süden sowie Chassignelles im Westen und Südwesten.

## Bevölkerungsentwicklung
| Jahr                      | 1962 | 1968 | 1975 | 1982 | 1990 | 1999 | 2006 | 2013 |
| Einwohner                 | 167  | 160  | 116  | 85   | 83   | 115  | 127  | 114  |
| Quelle: Cassini und INSEE |      |      |      |      |      |      |      |      |

## Sehenswürdigkeiten
- Kirche Saint-Pierre-aux-Liens